# بين بريدويل
بين بريدويل (بالإنجليزية: Ben Bridwell)‏ هو مغني أمريكي، ولد في 25 أبريل 1978 في كارولاينا الجنوبية في الولايات المتحدة.

## وصلات خارجية
- بين بريدويل على موقع IMDb (الإنجليزية)
- بين بريدويل على موقع ميوزك برينز (الإنجليزية)
- بين بريدويل على موقع ميوزك برينز (الإنجليزية)
- بين بريدويل على موقع أول ميوزيك (الإنجليزية)
- بين بريدويل على موقع ديسكوغز (الإنجليزية)
- بين بريدويل على موقع ديسكوغز (الإنجليزية)